# Hamburger Gaswerke

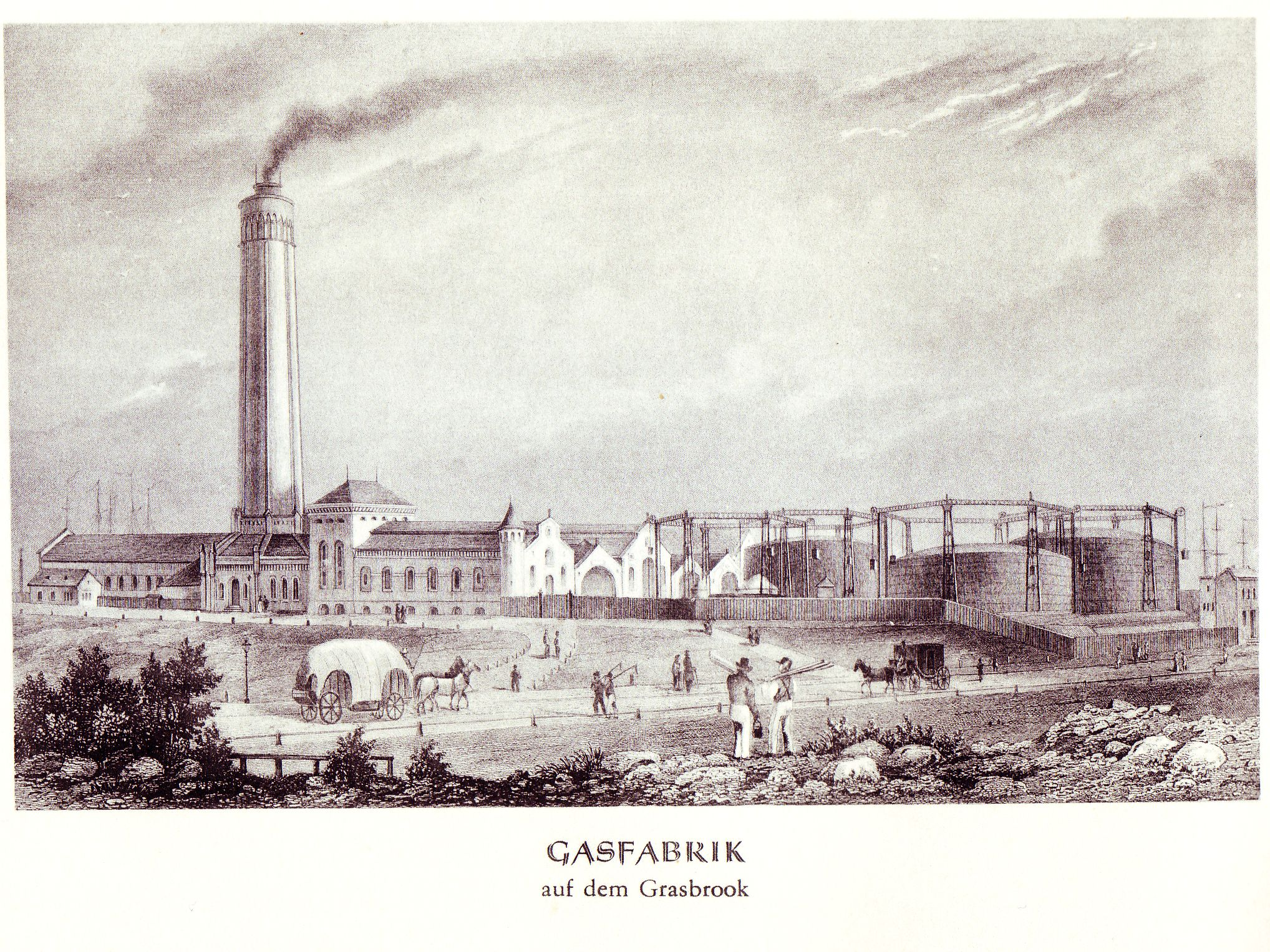
Gasfabrik auf dem Grasbrook (Julius Gottheil um 1850)

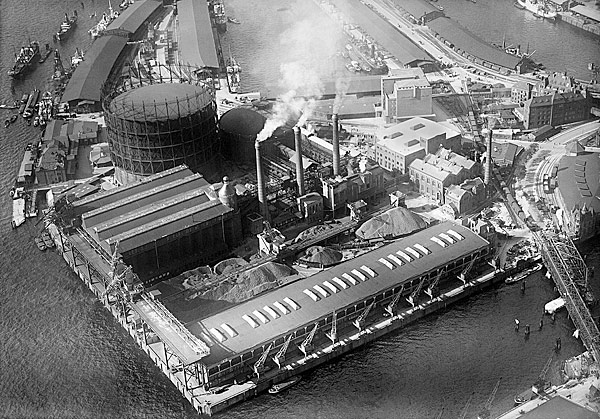
Die Gaswerke auf dem Grasbrook um 1930

Die Hamburger Gaswerke war ein Energieversorgungsunternehmen der Stadt Hamburg, das von 1844 bis 2003 eigenständig war. Es wurde umgangssprachlich traditionell Hein Gas genannt.
Es wurde 2003 mehrheitlich vom E.ON-Konzern übernommen und nach einem Bürgerentscheid von 2013 von der Stadt Hamburg (2018) zurückgekauft.

## Geschichte
Das Unternehmen wurde 1844 unter der Firma „Gas-Compagnie“ gegründet und vereinbarte zunächst einen 30-jährigen Vertrag über die öffentliche Gasversorgung der Stadt Hamburg als Monopol. Im gleichen Jahr baute sie die erste Gasanstalt auf der Insel Grasbrook, die zum Stammsitz des Unternehmens wurde. Das aus Steinkohle gewonnene Stadtgas diente zunächst vor allem der Straßenbeleuchtung. Am 4. Oktober wurden die ersten Gaslaternen angezündet. Sie leuchteten jedoch nur zwei Wochen lang, bis eine Sturmflut die Anlage zerstörte.
1846 wurde auf dem Grasbrook durch den britischen Ingenieur William Lindley ein neues Gaswerk errichtet und in den Folgejahren immer wieder vergrößert. 1856 wurde in der Kirche St. Katharinen die erste Gasheizanlage in Hamburg in Betrieb genommen. 1870 betrug das Rohrnetz der Gaswerke bereits 240 Kilometer und versorgte 9000 Laternen.
1878 entstand auf dem Grasbrook der größte Gasbehälter Europas mit 50.000 m³ Inhalt. 1890 wurde ein „Verein der Laternenanzünder“ gegründet.
1891 übernahm die Stadt Hamburg die Betriebsführung der Gaswerke in eigener Regie. Sie ließ 1909 das Riesengasometer Grasbrook für 200.000 m³ Gas errichten, das einen neuen Europarekord darstellte, jedoch wenige Wochen nach seiner Inbetriebnahme explodierte. Es wurde repariert und 1911 erneut in Betrieb genommen.
Nach dem Ersten Weltkrieg wurden die Gaswerke 1924 in eine GmbH umgewandelt. Das Rohrnetz betrug inzwischen 1095 Kilometer.
Bei den Bombenangriffen des Zweiten Weltkriegs 1943 wurden alle Gaswerke außer dem in Bergedorf schwer beschädigt. Sie wurden schnell repariert und konnten einen Teil der Produktion nach kurzer Zeit wieder aufnehmen. Ein Drittel der Arbeiter waren Kriegsgefangene aus dem Osten.
1950–1953 wurde das Werk auf dem Grasbrook durchgreifend erneuert. Es erfüllte danach 60 % der Gesamtnachfrage aus Hamburg. Das Netz wurde zudem auch ins Umland ausgedehnt. Ab 1964 erfolgte die schrittweise Umstellung auf Erdgas. Als 1976 nach der großen Sturmflut die Kokerei schwer beschädigt wurde, wurde das Werk auf dem Grasbrook stillgelegt und abgerissen. 1981 erfolgte die Beseitigung der letzten Gaslaternen in Hamburg. Das gesamte Versorgungsgebiet wurde nun nur noch mit Erdgas beliefert.
Nach der Wende kam 1991 die Versorgung von Mecklenburg-Vorpommern hinzu, hierzu erfolgte eine Neufirmierung als HGW HanseGas GmbH.
2003 erfolgte schließlich eine Fusion mit der 1929 gegründeten Schleswag und mehrheitliche Übernahme durch den E.ON-Konzern unter dem neuen Firmennamen E.ON Hanse AG. Der Firmensitz wurde nach Quickborn verlagert.
Am 22. September 2013 wurde mittels Volksentscheid der Rückkauf der Energienetze beschlossen. Zum 1. Januar 2018 kaufte die Stadt das Hamburger Gasnetz zurück. In diesem Zusammenhang erfolgte die Umbenennung der Hamburg Netz GmbH zur Gasnetz Hamburg GmbH.